# Ajtai Mihály
Ajtai Mihály (Abód Mihály) (Szárazajta, 1704. szeptember 29. – Nagyenyed, 1776. november 16.) a nagyenyedi református főiskola tanára.

## Élete
Apja Ajtai János volt. Tanult Marosvásárhelyen, 1719-ben Nagyenyeden és Szászvároson, ahol a német nyelvet sajátította el. 1727-ben a Bethlen családnál, majd a Teleki-házban nevelősködött. 1732-ben külföldre utazott, 1734–35-ben a franekeri egyetemen tanult, és 1735-ben tért onnan vissza; ekkor gróf Teleki Józsefné született Bethlen Katalin házában lett udvari prédikátor.
1737 novemberében a nagyenyedi református főiskolába választották tanárnak, ahol 1738. január 15-én foglalta el a tanszékét, és a keleti nyelveket, a régiségtant és a történelmet tanította. Több szegény sorsú tanuló neveléséhez biztosította az anyagi fedezetet. A kollégium kurátoraként védte az iskola vagyonát a központi hatalom ellenében. Egységes oktatási tervét Cristoph Cellarius módszerére alapozta, melynek hármas célja a mondattan oktatása, a beszédkészség kialakítása és a retorikai oktatása volt. A Christoph Wolff hallei tanár nevével fémjelzett wolffianizmus híveként nagy hangsúlyt fektetett a matematika oktatására. Új pedagógiai módszerei miatt bepanaszolták az egyházi főtanácsnál, amely 1747-ben megfosztotta tanszékvezetői hivatalától és megakadályozta módszertani könyvének újranyomtatását. Óráit Vásárhelyi Tőke István vette át, aki „kihánnyá az auctorokat, exterminalá a Geographiát és a Mathesist, a stílusgyakorlatot pedig újra a régi memoriter-gyakorlat váltotta fel.” 1775. február 6-án nyugdíjba ment. Halálakor Baricz János tartott fölötte magyar nyelvű gyászbeszédet a nagyenyedi templomban.
Értékes könyvtárát és éremgyűjteményét a kollégiumra hagyta, és végrendeletében alapítványt tett évente tíz diák taníttatására. Benkő Ferenc méltatása szerint „sok jó tetteiért egyebekben is méltán neveztethetik a Collegium második Fundatorának”.
Szülőfaluja, Szárazajta általános iskoláját 1990-ben róla nevezték el.

## Munkái
- Halotti beszéd gr. Teleki Zsigmond úrfi felett 1731. Kolozsvár, 1732
- Dissertatio theologica de mora dei. Francofurti ad Viadrum, 1733
- Grammatica latina. Cibinii, 1744. (Melyet a lipcsei Acta Eruditorum ad An. 1747. igen magasztalt. Rövid idő alatt a legtöbb erdélyi iskolában kézikönyvvé lett. 2. kiadása 1750-ben, 3. 1759-ben Brassóban; későbbi kiadása 1766-ban Kolozsvárt jelent meg.)
- Halotti beszélgetés, melyet gróf Bánfi Katalin asszony, gróf Székely László életében kedves párja utolsó tisztességtétele alkalmatosságával folytatott 1746-ban. Kolozsvár, 1747
- Oratio habita super funere… Gabr. Kendefi. Uo., 1749
- Oratio quam super tristissimis exsequiis Gabrielis Avinczy l. b. dixit. Cibinii, 1751
- Oratio super funere ill. dni Samuelis comitis Betlen junioris, dicta publico in templo 28. Martii 1751. Cibinii
- Oratio exsequialis habita super funere dom. Mosis… Josika de Branyitsko. Kolozsvár, 1756
- Oratio super funere com. Cath. Teleki cons. Joh. com. Lázár. Cibinii, 1758
- Halotti magyar oratio, melyet gróf széki Teleki III. Sándor urfi utolsó tisztességtétele alkalmatosságával elmondott 1767-ben. Nagy-Enyed, 1768.
- Szent beszélgetés, melyet néhai Gyulai Kata asszony, báró Alvinczi Gábor özvegye utolsó tisztességtételére mondott. Uo., 1771
- Oratio in exsequiis exc. dni Stephani comitis Gyulai dicta Maros-Németini 26. nov. 1758. Uo., 1771

A tanítás egyöntetűsége kedveért tanítói módszertant is írt; ezt a nyilvános tanításon kívül, az osztály- és magántanítóknak is előadta s ki is nyomatta Nagyszebenben. 1747-ig e kiadás elfogyott, emiatt Ajtai újból nyomatni kezdte, de a 4 ív kinyomatása után a gondnok urak eltiltották a folytatást. Kiadatlan, kéziratban maradt művei:
- Antiquitates Graecae et Hebraicae
- Origines Antiquitates Graecae et Hebraicae
- Praeces communes, sive publice in coetu recitandae